# Adriano Herrerabarría
Adriano Herrera barría (Santiago de Veraguas, Panamá; 28 de diciembre de 1928) fue un pintor y Docente panameño.

## Biografía
Originalmente se graduó como maestro de primaria en la Escuela Normal de Santiago, pero se dedicó al aprendizaje de la pintura con la técnica mural, obteniendo en 1955 una maestría en artes plásticas en la Academia de San Carlos de la Universidad Nacional Autónoma de México y un posgrado en pedagogía de artes plásticas en la Escuela Normal Superior de México.
Entre 1956 y 1960 realizó otros estudios de especialización en artes plásticas en varios museos, galerías y Escuelas de Bellas Artes de Europa y en 1979 hizo una gira artística a Japón. Hacia 1981 fue nombrado oficialmente representante de la pintura panameña. Durante más de una década fue director de la Escuela de Bellas Artes de Panamá y Director de Educación Artística del Instituto Nacional de Cultura de Panamá
Su estilo de pintura mural muestra un estilo agresivo, cargado de efectos visuales y técnicos, con un abundante colorido y brillantes degradaciones.

## Obras

### Exposiciones colectivas
- Galería los Tlacuhilos - México, D.F. (1955)
- La Bienal de América - Palacio de Bellas Artes - México, D.F. (1958)
- XVI Bienal de San Pablo - Brasil (1979)
- Encuentro Panamá y Brasil. Atlapa - Panamá (1982)

### Obras Más destacadas
- Universidad de Panamá - Panamá (1959)
- Galería Mariano Picón Salas - Caracas, Venezuela (1964)
- Casa del Periodista - Panamá (1966)
- Edificio Círculo Militar - Caracas, Venezuela (1967)
- Caming House - Londres, Reino Unido (1971)
- Galería de la Caja de Ahorros - Panamá (1973)